# Dracula sergioi
Dracula sergioi là một loài lan.